# Historia de un Amor
Historia de un Amor (dt. Geschichte einer Liebe) ist ein 1955 von dem panamaischen Unternehmer und Komponisten Carlos Eleta Almarán verfasstes Lied, das ursprünglich dem Bolero zuzuordnen war und allmählich auch den Weg in andere Musikrichtungen fand. 
Das in Gedenken an einen geliebten Menschen entstandene Lied, das gemäß den Recherchen des Musikhistorikers César del Vasto mittlerweile in mindestens 56 Versionen in zehn Sprachen existiert, gehört zu den meistgespielten und meistverkauften spanischsprachigen Musiktiteln. Allein in Mexiko gibt es mehrere Versionen. Neben Aufnahmen von Pedro Infante und Ana Gabriel fand es durch die in Guadalajara geborene Guadalupe Pineda auch Einzug in den Mariachi. Zu den international bekanntesten Künstlern, die das Lied gecovert haben, gehören Nana Mouskouri, Julio Iglesias und Luis Miguel. 

## Inhalt
Das Lied erzählt von einer verlorenen Liebe und beinhaltet Aussagen wie Ya no estás más a mi lado, corazón, en el alma sólo tengo soledad (dt. Seit du nicht mehr bei mir bist, fühle ich nur noch Einsamkeit), Siempre fuiste la razón de mi existir, adorarte para mi fue religión (Du warst stets der Sinn meines Daseins, dich zu verehren war für mich Religion) und Que le dio luz a mi vida, apagándola después. Ay! Que vida tan oscura, sin tu amor no viviré (Sie [die Liebe; Anm.d.Verf.] hat meinem Leben Licht gegeben und es später ausgelöscht. Oh, wie dunkel das Leben ist, ohne deine Liebe kann ich nicht mehr leben).